# Aveleda (Vila do Conde)
Aveleda es una freguesia portuguesa del municipio de Vila do Conde, con 3,51 km² de superficie y 1479 habitantes (2001). Su densidad de población es de 421,4 hab/km².